# Liam Cunningham
Liam Cunningham (født 2. juni 1961) er en irsk skuespiller, kendt for rollen som Davos Seaworth i tv-serien Game of Thrones

## Udvalgt filmografi

### Film
- First Knight - Ridderne om det runde bord (1995) – Sir Agravain
- Jude (1996) – Phillotson
- Vinden som ryster kornet (2006) – Dan
- Mumien: Drage-kejserens grav (2008) – Mad Dog Maguire
- Clash of the Titans (2010) – Solon
- The Whistleblower (2010) – Bill Hynes
- War Horse (2011) – Militærlæge
- Safe House (2012) – Alec Wade
- The Numbers Station (2013) – Michael Grey

### Tv-serier
- Game of Thrones (2012–19; 42 afsnit) – Davos Seaworth
- Merlin (2012; 2 afsnit) – Ruadan